# Pilha de Leclanché

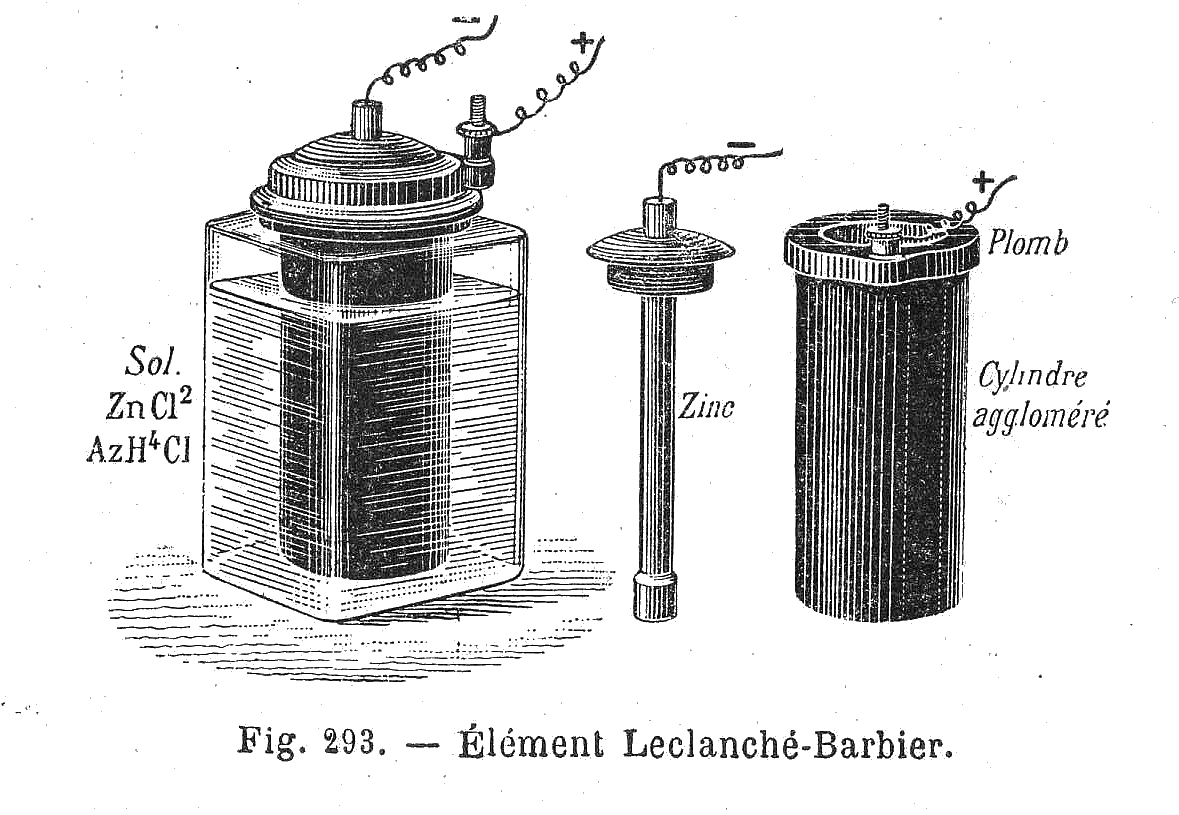
Pilha de zinco/dióxido de manganês (Leclanché)

A pilha de Leclanché, pilha seca, ou popularmente pilha comum, é um tipo de pilha inventada pelo engenheiro francês Georges Leclanché, em 1866. As pilhas secas são utilizadas para fornecer energia elétrica para equipamentos que requerem descargas elétricas leves e contínuas, como controles remotos, relógios de parede, rádios portáteis, lanternas, gravadores ou brinquedos eletrônicos.
A pilha de Leclanché é formada por um cilindro de zinco metálico, que funciona como ânodo, separado das demais espécies químicas presentes na pilha por um papel poroso. O cátodo é o eletrodo central. Este consiste de grafite coberto por uma camada de dióxido de manganês, carvão em pó e uma pasta úmida contendo cloreto de amônio e cloreto de zinco. Esta pilha tem caráter ácido, devido a presença de cloreto de amônio.
A pilha de Leclanché não pode ser recarregada pois no seu uso ocorre uma semi-reação de redução irreversível. Com isso a pilha cessa seu funcionamento quando não há mais o dióxido de manganês para ser consumido.
O vazamento da pilha ocorre às vezes pois durante a vida da pilha ocorrem oxirreduções que causam a ruptura do cilindro de zinco e com isso a pasta corrosiva é liberada, causando os diversos estragos.